# Cephalotes opacus
Cephalotes opacus är en myrart som beskrevs av Santschi 1920. Cephalotes opacus ingår i släktet Cephalotes och familjen myror. Inga underarter finns listade.